# Kommunalwahlen in Odenthal

Wappen von Odenthal

Die Kommunalwahlen in Odenthal finden alle fünf Jahre statt. Die kreiszugehörige Gemeinde Odenthal zählt zum Rheinisch-Bergischen Kreis. Der Gemeinderat hat 32 Sitze zuzüglich Bürgermeister.

## Geschichte

### Königreich Preußen und Deutsches Kaiserreich
In Odenthal fanden nach Erlass der Gemeindeordnung für die Rheinprovinz vom 23. Juli 1845 die ersten Gemeinderatswahlen am 27. Oktober 1846 statt. Wahlberechtigt waren Männer, die das 24. Lebensjahr vollendet hatten. Die Wahlberechtigten wurden in Abhängigkeit ihres Steueraufkommens, welches sich im Wesentlichen durch den Grundbesitz bestimmte, in eine von drei Abteilungen (Dreiklassenwahlrecht) eingeteilt. Jede dieser Abteilungen wählte sechs Gemeinderatsmitglieder. Personen ohne Steuerschuld gehörten keiner Abteilung an und besaßen somit kein Wahlrecht. Weitere Wahlen des Gemeinderats folgten am 21. März 1850 sowie am 3. März 1855. Der Gemeinderat bestand in dieser Zeit aus 18 Ratsmitgliedern, dem Bürgermeister und den Beigeordneten. Bis zum Jahr 1916 wurden insgesamt 23 Gemeinderatswahlen durchgeführt. Bei der Gemeinderatswahl im Jahr 1916 kam letztmals das Dreiklassenwahlrecht zur Anwendung.

### Weimarer Republik
Nach dem Ende des Ersten Weltkriegs wurde am 16. November 1919 ein neuer Gemeinderat gewählt, in dem die Deutsche Zentrumspartei 14 Vertreter entsandte. Auf die SPD und USPD entfielen vier Sitze. Bei der darauf folgenden Kommunalwahl am 4. Mai 1924 traten neben der Deutschen Zentrumspartei und der SPD auch die KPD und die Reichspartei des deutschen Mittelstandes an. Die Zentrumspartei stellte nach diesen Wahlen mit elf Sitzen die stärkste Fraktion im Gemeinderat, die KPD und die Mittelstandspartei erhielten jeweils drei Sitze, auf die SPD entfiel ein Sitz. Nach den Gemeinderatswahlen vom 17. November 1929 bestand der neue Gemeinderat aus neun Vertretern der Zentrumspartei, vier Ratsmitgliedern der Arbeitsgemeinschaft für Landwirtschaft und Gewerbe, drei Mitgliedern der KPD sowie zwei Mandatsträgern der SPD. Bei dieser Wahl wurde erstmals eine Frau, die für die KPD kandidiert hatte, in den Odenthaler Gemeinderat gewählt.

### Zeit des Nationalsozialismus
Nach der Ernennung Adolf Hitlers zum Reichskanzler am 30. Januar 1933 und dem Beginn der nationalsozialistischen Machteroberung wurde bereits am 12. März 1933 ein neuer Gemeinderat in Odenthal gewählt. Auf die Zentrumspartei entfielen aufgrund des Wahlergebnisses acht Sitze, die Volksgemeinschaft erhielt sieben Sitze, die KPD zwei Sitze und die SPD einen Sitz. Den beiden gewählten Vertretern der KPD wurden die Mandate bereits wenige Tage nach der Wahl aberkannt. Kurze Zeit später wurde auch dem Gemeinderatsmitglied der SPD das Mandat aberkannt. Der Gemeinderat bestand danach nur noch aus 15 Gemeinderatsmitgliedern. Am 19. Mai 1933 gab der Bürgermeister in der Gemeinderatssitzung bekannt, dass die Fraktion der Volksgemeinschaft geschlossen zur NSDAP übergetreten war. Bis zum Dezember des Jahres 1933 legten drei Gemeinderatsmitglieder der Zentrumspartei ihre Ämter nieder und drei weitere wurden als Hospitanten durch die Fraktion der NSDAP anerkannt. Die vakanten Ratssitze wurden nicht nachbesetzt. Bis zum Ende des Zweiten Weltkriegs fanden keine weiteren Gemeinderatswahlen statt. Der Gemeinderat bestand nur aus berufenen Mitgliedern und einer Fraktion, der NSDAP.

### Geschichte nach 1945
Nach dem Ende des Zweiten Weltkriegs in Europa am 8. Mai 1945 und der Aufteilung Deutschlands in Besatzungszonen, wurde am 30. Juni 1945 durch den zuständigen britischen Kreiskommandanten ein Bürgermeister für Odenthal ernannt. Diesem Bürgermeister wurde ein Beratungsausschuss aus acht ebenfalls ernannten Ortsvorstehern beigeordnet. Aufgrund einer Verfügung vom 15. Dezember 1945 wurden sodann insgesamt 19 Gemeindevertreter benannt, die zuvor durch die Besatzungsmacht genehmigt werden mussten. Das Wahlergebnis aus dem Jahr 1929 bildete dabei die Grundlage für die Sitzverteilung in diesem Gemeinderat. Nachdem die CDU auf ein Mandat zugunsten der SPD verzichtet hatte, bestand der Gemeinderat am 7. Januar 1946 somit aus elf Ratsmitgliedern der CDU sowie jeweils vier Mitgliedern der KPD und der SPD.
Am 15. September 1946 wurde die erste Kommunalwahl nach dem Ende des Zweiten Weltkriegs durchgeführt. Die Kandidaten mussten im Vorfeld der Wahl durch den britischen Kreiskommandanten genehmigt werden, bevor die Gemeinderatsmitglieder durch eine Persönlichkeitswahl bestimmt wurden. Dabei konnten jeweils 14 Kandidaten der CDU und eine Kandidatin der SPD die notwendigen Stimmen auf sich vereinen. Der Gemeinderat wählte am 27. September 1946 einen neuen Bürgermeister, welcher neben dem Vorsitz im Gemeinderat, vornehmlich repräsentative Aufgaben hatte. Die Führung der Gemeindeverwaltung oblag bereits seit dem 12. Februar 1946 einem Gemeindedirektor nach britischem Vorbild.
Bereits am 17. Oktober 1948 erfolgte eine erneute Kommunalwahl, diesmal nach dem Verhältniswahlrecht. Weitere Kommunalwahlen folgten am 9. November 1952, am 28. Oktober 1956 sowie am 19. März 1961. Im Gemeinderat, der aus der Wahl des Jahres 1948 hervorging, war letztmals die KPD vertreten. In den Gemeinderäten aus den Jahren 1952 und 1956 war der Bund der Heimatvertriebenen mit zwei beziehungsweise einem Sitz vertreten. Von 1956 an war die FDP im Gemeinderat präsent. In den Gemeinderäten von 1961 bis 1989 waren nur drei Parteien, die CDU, die FDP und die SPD vertreten. Weitere Kommunalwahlen fanden am 27. September 1964 und am 9. November 1969 statt. Nach der kommunalen Gebietsreform, deren Auswirkungen für die Gemeinde Odenthal zum 1. Januar 1975 in Kraft traten, wurde am 4. Mai 1975 ein neuer Gemeinderat gewählt. Seit der Gemeinderatswahl vom 12. September 1999 ist die Partei Bündnis 90/Die Grünen im Odenthaler Gemeinderat vertreten. Die Wählergemeinschaft Bürgerrunde Odenthal (BR-O) e.V. wurde am 3. Januar 2009 gegründet und stellte bei der Kommunalwahl im Jahr 2009 erstmals Kandidaten auf.
Die Wahlbeteiligung lag im Jahr 1999 bei 64,8 Prozent, im Jahr 2004 bei 67,7 Prozent, im Jahr 2009 bei 67,0 Prozent, im Jahr 2014 bei 62,3 Prozent und 2020 bei 67,3 Prozent der Wahlberechtigten.
Für den Gemeinderat bewarben sich bei den Kommunalwahlen 2014 sechs Vereinigungen: CDU, SPD, FDP, UWG Odenthal, BürgerRunde Odenthal und Grüne. Es gab 16 Wahlbezirke.
Bei den Kommunalwahlen 2020 (die Wahlperiode 2014 bis 2020 war ausnahmsweise verlängert, um die Wahlperioden von Räten, Bürgermeistern und Landräten wieder zu koppeln) traten die beiden Wählergruppen nicht mehr an, dafür erstmals die Partei Die Linke.

## Stimmenverhältnisse
| Partei / Wählergruppe | Anteil der gültigen Stimmen in Prozent | Anteil der gültigen Stimmen in Prozent | Anteil der gültigen Stimmen in Prozent | Anteil der gültigen Stimmen in Prozent | Anteil der gültigen Stimmen in Prozent |
| Partei / Wählergruppe | 2020                                   | 2014                                   | 2009                                   | 2004                                   | 1999                                   |
| CDU                   | 37,6                                   | 50,3                                   | 40,5                                   | 45,3                                   | 51,6                                   |
| SPD                   | 14,4                                   | 17,8                                   | 16,3                                   | 19,9                                   | 23,0                                   |
| B’90/Die Grünen       | 36,3                                   | 15,4                                   | 14,2                                   | 9,8                                    | 6,3                                    |
| FDP                   | 10,3                                   | 7,2                                    | 13,8                                   | 10,9                                   | 9,7                                    |
| Die Linke             | 1,5                                    | –                                      | –                                      | –                                      | –                                      |
| UWG                   | –                                      | 3,7                                    | 9,1                                    | 12,5                                   | 9,4                                    |
| BürgerRunde Odenthal  | –                                      | 5,6                                    | 4,9                                    | –                                      | –                                      |
| Sonstige              | –                                      | –                                      | 1,2                                    | 1,7                                    | –                                      |

## Sitze
- SPD: 5
- Grüne: 12
- FDP: 3
- CDU: 12

Der Odenthaler Gemeinderat besteht aus 32 gewählten Ratsmitgliedern sowie kraft Gesetz dem Bürgermeister. Insgesamt werden 16 Direktmandate in den jeweiligen Wahlbezirken vergeben. Weitere 16 Gemeinderatsmitglieder werden aus den Reservelisten der Parteien oder Wählergruppen gewählt. Die Gesamtzahl der Gemeinderatsmitglieder kann sich zum Verhältnisausgleich durch Überhangmandate erhöhen, welche erforderlichenfalls auch aus den Reservelisten der Parteien oder Wählergruppen gewählt werden.
Sitzverteilung ab 1999
| Partei / Wählergruppe | 2020 | 2014 | 2009 | 2004 | 1999 |
| --------------------- | ---- | ---- | ---- | ---- | ---- |
| CDU                   | 12   | 17   | 16   | 17   | 17   |
| SPD                   | 5    | 5    | 6    | 7    | 7    |
| GRÜNE                 | 12   | 5    | 5    | 4    | 2    |
| FDP                   | 3    | 2    | 5    | 4    | 3    |
| UWG                   | –    | 1    | 4    | 4    | 3    |
| BürgerRunde Odenthal  | –    | 2    | 2    | –    | –    |

## Bürgermeisterwahlen
Nach Abschaffung der sogenannten kommunalen Doppelspitze wählte der Gemeinderat im Jahr 1997 den damaligen Gemeindedirektor Johannes Maubach (CDU) zum ersten hauptamtlichen Bürgermeister der Gemeinde Odenthal.
Bei der ersten Direktwahl des hauptamtlichen Bürgermeisters wurde Johannes Maubach (CDU) am 12. September 1999 mit 52,9 Prozent der gültigen Stimmen im Amt bestätigt.
Am 26. September 2004 erreichten Johannes Maubach (CDU) 48,6 Prozent, der parteilose Kandidat Adrianus Nijkamp 22,4 Prozent, André Pilnei (SPD) 20,1 Prozent und Walter Nobbe (FDP) 8,9 Prozent der gültigen Stimmen bei der Bürgermeisterwahl. Dieses Ergebnis machte eine Stichwahl am 10. Oktober 2004 notwendig. Bei dieser Stichwahl wurde Johannes Maubach (CDU) mit 58,3 Prozent der gültigen Stimmen erneut als Bürgermeister gewählt.
Im September 2008 wurde Wolfgang Roeske als gemeinsamer Kandidat für die Bürgermeisterwahl in Odenthal von der SPD, Bündnis 90/Die Grünen sowie der FDP aufgestellt. Für die CDU kandidierte der damals amtierende Bürgermeister Johannes Maubach erneut. Am 30. August 2009 wurde Wolfgang Roeske (SPD/GRÜNE/FDP) mit 52,0 Prozent der gültigen Stimmen zum Bürgermeister gewählt.
In der Sitzung des Gemeinderates am 12. März 2015 teilte der zwischenzeitlich parteilose Bürgermeister Wolfgang Roeske mit, dass er nicht erneut kandidieren werde. Als Kandidaten für die Bürgermeisterwahl im September 2015 wurden Michaela Bräutigam (CDU), Klaus-Georg Wey (Grüne/SPD), Bernd Pugell (FDP) und Robert Lennerts (parteilos) zugelassen. An der Bürgermeisterwahl am 13. September 2015 beteiligten sich 54,92 Prozent der Wahlberechtigten. Insgesamt wurden 7.004 gültige Stimmen abgegeben, welche sich folgendermaßen verteilten:
| Kandidatinnen und Kandidaten    | absolut | %     |
| ------------------------------- | ------- | ----- |
| Michaela Bräutigam, CDU         | 3.275   | 46,76 |
| Dr. Klaus-Georg Wey, Grüne, SPD | 834     | 11,91 |
| Dr. Bernd Pugell, FDP           | 451     | 6,44  |
| Robert Lennerts, Einzelbewerber | 2.444   | 34,89 |

Da keiner der Bewerber/-innen mehr als die Hälfte der gültigen Stimmen auf sich vereinen konnte, fand am 27. September 2015 eine Stichwahl zwischen Michaela Bräutigam (CDU) und Robert Lennerts (Einzelbewerber) statt, bei der Robert Lennerts (Einzelbewerber) mit 50,05 Prozent der gültigen Stimmen zum Bürgermeister gewählt wurde. Die Wahlbeteiligung bei dieser Stichwahl lag bei 52,34 Prozent.
Die Amtszeit von Wolfgang Roeske (parteilos) als Bürgermeister endete am 20. Oktober 2015. Der am 27. September 2015 gewählte Nachfolger Robert Lennerts (parteilos) trat das Bürgermeisteramt am 21. Oktober 2015 an.
Bei den Wahlen 2020 wurde Robert Lennerts in seinem Amt bestätigt. Er setzte sich am 13. September 2020 mit einem Stimmenanteil von 73,7 Prozent gegen Jessika Korczykowski (SPD) durch.